# Listra

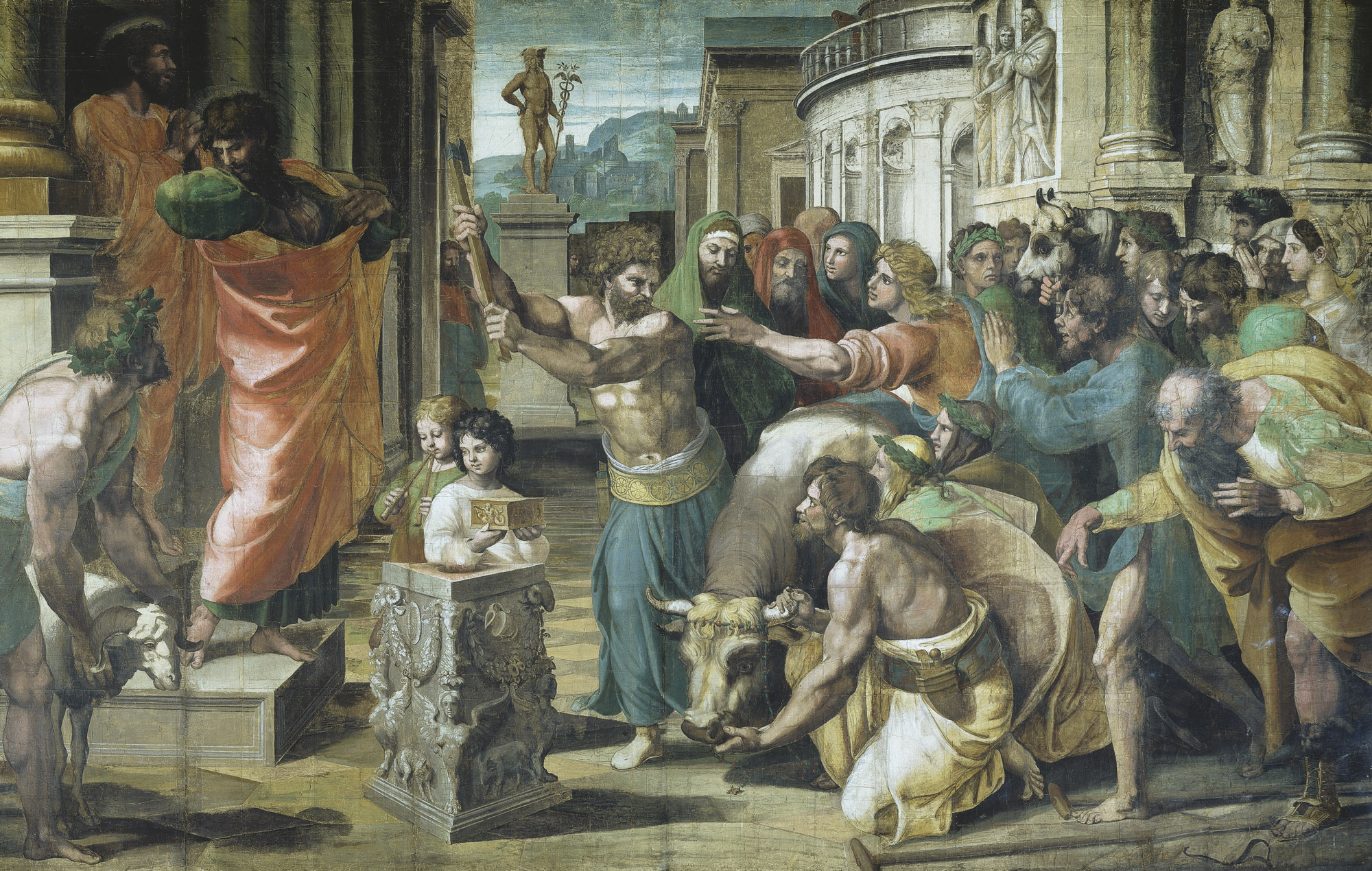
Rafael Santi, Ofiara w Listrze

Listra (gr. Λύστρα) – starożytne miasto w Azji Mniejszej, znane głównie z relacji biblijnej.
Położona była na południowy zachód od Ikonium, w krainie Likaonia. Pozostałości miasta odkryto w 1885 roku, kiedy to J.R.S. Sterrett odkopał na wzgórzu położonym na północ od tureckiej wsi Hatun Sarai kamienny ołtarz z łacińską inskrypcją. Lokalizację tę potwierdziły późniejsze znaleziska numizmatyczne. Miejsce było prawdopodobnie zamieszkane od czasów prehistorycznych, nigdy nie przeprowadzono jednak badań archeologicznych na szerszą skalę.
Od 6 roku n.e. Listra stanowiła kolonię rzymską w ramach prowincji Galacja. Pełniła rolę placówki wojskowej zabezpieczającej pobliskie tereny przed dzikimi plemionami górskimi. Niewielka droga wojskowa łączyła Listrę z Antiochią oraz Derbe. Zgodnie z relacją biblijną (Dz 14,11) miejscowa ludność posługiwała się własnym dialektem. Miasto przetrwało do czasów bizantyjskich, po wschodniej stronie wzgórza odkopano fundamenty bizantyjskiego kościoła. Dalsze dzieje miasta są nieznane.
Według Dziejów Apostolskich (Dz 14,8-18) Listrę odwiedził podczas swojej pierwszej podróży misyjnej Paweł z Tarsu wraz z Barnabą po tym, jak wygnano ich z Ikonium. Paweł uzdrowił w mieście człowieka chromego od urodzenia, za co mieszkańcy obwołali go wcieleniem Hermesa, a Barnabę Zeusem. Przybyli Żydzi ukamienowali wówczas Pawła i wywlekli go z miasta, sądząc, że zmarł. Paweł przybył ponownie do Listry w trakcie swojej drugiej podróży misyjnej, nawracając wówczas młodzieńca o imieniu Tymoteusz (Dz 16,1-5). W późniejszych wiekach Listra była stolicą diecezji podległej metropolii Ikonium, a biskupi Listry uczestniczyli w soborach nicejskim I, konstantynopolitańskim I, chalcedońskim i konstantynopolitańskim IV.